# Tension
I Tension erano un gruppo pop-R&B-a cappella taiwanese, sotto contratto con l'etichetta discografica EMI Taiwan.

## Formazione
| Jimmy Hung Nome cinese: Hong Tian Xiang - 洪天祥 Data di nascita: 5 agosto 1975 Luogo di nascita: Hong Kong Tono vocale: tenore                                             |
| John Baik Nome cinese: Bai Ren Han - 白仁漢 Nome coreano: Baek In Han - 백인한 Data di nascita: 18 giugno 1980 Luogo di nascita: Buenos Aires, Argentina Tono vocale: basso |
| Andy Lee Nome cinese: Li Han Zhi - 李涵之 Data di nascita: 6 agosto 1978 Luogo di nascita: Taipei, Taiwan Tono vocale: baritono                                             |
| Brian Fong Nome cinese: Fang Guan Zhong - 方冠中 Data di nascita: 7 novembre 1977 Luogo di nascita: Los Angeles, USA Tono vocale: tenore                                    |
| Raymond Hu Nome cinese: Hu En Rui - 胡恩瑞 Data di nascita: 20 marzo 1978 Luogo di nascita: Taipei, Taiwan Tono vocale: baritono                                            |

## Storia
Il gruppo consisteva di cinque membri - Brian Fong, John Baik, Jimmy Hung, Andy Lee e Raymond Hu. Il gruppo fu scoperto durante un'esibizione in un bar di Los Angeles dall'artista/produttore David Tao. Qualche mese più tardi fu offerto loro un contratto, grazie al quale tornarono a Taiwan come uno dei primi gruppi asiatico/americani nel mercato. Il primo album da loro registrato, Smart, fu pubblicato nel 2001 e vendette più di 200 000 copie in pochi mesi. Dopo il successo ottenuto grazie alle promozioni dell'album ed ai concerti, il gruppo tornò in America per lavorare sul suo secondo album. Durante il periodo di registrazione di tale album, ci fu una disputa legale contro la loro prima etichetta discografica, Shock Records, mettendo una pausa alle produzioni del gruppo. Il loro secondo album, Gotta be Your Man, fu comunque pubblicato nel 2003. I Tension hanno ricevuto i premi come "Miglior Album" e "Miglior Singolo" ai Singapore Awards, e furono nominati ai Golden Melody Awards come "Miglior Gruppo". Più tardi firmarono un contratto con la EMI. Sotto tale etichetta il gruppo pubblicò, anticipatamente rispetto ai tempi di organizzazione, il suo terzo album Planet Love, oltre che una raccolta dei loro successi dal titolo Story.

### Scioglimento
Lo scioglimento del gruppo fu per la prima volta dichiarato in un programma televisivo, dal presentatore Jimmy Hung. Tuttavia, dopo lo scioglimento, i membri del gruppo hanno continuato a tenersi in contatto, seppur divisi fra Taiwan e Stati Uniti d'America. La ragione di detto scioglimento, spiegata anch'essa da Jimmy Hung, è stato un disaccordo del gruppo con la casa discografica, che avrebbe tentato di convincerli a cantare delle cover di boy band coreane e giapponesi. Il gruppo ha affermato che, essendo tutti i cinque membri compositori oltre che cantanti, il motivo della loro presenza nella scena musicale è far conoscere al mondo la musica originale da loro composta. Alla fine, dopo la conclusione del contratto, il gruppo ha deciso di non rinnovarlo, lasciando libertà ad ognuno dei membri di perseguire la carriera voluta in modo differente.

## Discografia

### Smart (maggio 2001)
1. Once upon a time
2. Smart 聰明
3. Our Story 我們的故事
4. Who are we
5. When I fall in love Tension
6. Sorry 錯
7. Good-bye My Love (piano bar jam)
8. Irresistible
9. Crazy about you
10. Good-bye My Love (last dance jam)
11. Good-bye My Love 先說再見
12. One afternoon with Brian
13. Friends 只做朋友
14. Strange 壞女孩
15. Our Story 我們的故事 (A cappella)
16. Thank you (interlude)
17. I'll be with you Tension

### Gotta be your man (maggio 2003)
1. Round 1
2. Challenge 挑戰
3. She's Having My Baby
4. Tell Me Why
5. Gotta Be Your Man 做你的男人
6. Every Step 一步一步
7. Arigato
8. One Minute 一分鐘
9. I Need You So Bad
10. One Life One Love
11. My Angel 恆星
12. Countoff
13. Amazing Grace 奇異恩典

### Planet Love (gennaio 2004)
1. Planet Love 愛 星球
2. Love ATM 愛的提款機
3. Two Moons 兩個月亮 Tension
4. She's the one 感情線 Tension
5. Baby Girl
6. Miss You
7. 時空信
8. True Love 愛星球
9. Always Love You 永遠愛你
10. Goodbye 是明天的 Hello
11. Baby Girl (Remix)

### Story (agosto 2004)
1. 別想檔住我
2. 離歌 Tension 何啟弘
3. 我們的故事 (A cappella)
4. 感情線
5. 壞女孩
6. Arigato
7. She's Having My Baby
8. Tell Me Why Tension
9. 先說再見
10. 一分鐘
11. 恆星
12. Goodbye 是明天的 Hello
13. 聰明
14. 跟著月亮慢慢走
15. 愛的提款機
16. 做你的男人
17. 愛你失去自己
18. 同一首歌
19. 挑戰
20. 只做朋友
21. 兩個月亮
22. 愛 星球
23. I'll Be With You Tension
24. 奇異恩典